# Utpressning (film, 1929)
Utpressning (engelska: Blackmail) är en brittisk drama-thriller från 1929 i regi av Alfred Hitchcock. Filmen är baserad på Charles Bennetts pjäs Blackmail. I huvudrollerna ses Anny Ondra, Sara Allgood och Charles Paton. Filmen var en av de första engelska ljudfilmerna.

## Om filmen
Filmen var från början inte tänkt att vara en "talkie" och påbörjades som en stumfilm. Dock bestämde filmens producenter British International Pictures halvvägs genom produktionen att göra filmen till Englands första ljudfilm. Det påverkade filmen på flera sätt. En betydande del film hade redan filmats utan ljud innan beslutet fattades. Några av dessa scener filmades igen med ljud, andra lämnades som de var filmade, utan ljud.
Dessutom var huvudrollsinnehavaren, skådespelaren Anny Ondra, från Polen och hade en kraftig brytning, något som inte skulle passa hennes karaktär i filmen. Det bestämdes därför att Ondra fortfarande skulle vara med i filmen eftersom några scener redan filmats, men hon fick mima sin dialog medan skådespelaren Joan Barry dubbade henne i en mikrofon utanför scenen. Eftersom man på den tiden ännu inte kunde synkronisera dubbad dialog efter att den filmats ser Ondras framförande ofta en aning tafatt ut.
Ljudversionen av filmen är mest känd och mest tillgänglig, men en fullständig stum version av Utpressning släpptes år 1929, en kort tid efter att ljudversionen släppts till biograferna. Stumfilmen gick faktiskt en längre tid i biograferna och var mer populär för tiden, troligen för att de flesta biografer i England inte hade utrustning för att visa ljudfilm när filmen släpptes. Trots stumfilmsversionens popularitet är det ljudversionen som flest minns och pratar om i dag, även om båda versioner släpptes på en tysk DVD (ArtHaus) år 2002.

## Rollista i urval
- Anny Ondra – Alice White
- Sara Allgood – Mrs. White
- Charles Paton – Mr. White
- John Longden – Detective Frank Webber
- Donald Calthrop – Tracy
- Cyril Ritchard – Mr. Crewe, en artist
- Hannah Jones – hyresvärdinnan
- Harvey Braban – Poliskommissarien (ljudfilmsversionen)
- Johnny Ashby – pojke
- Joan Barry – Alice White (röst)
- Johnny Butt – Sergeant
- Phyllis Konstam – skvallrande granne
- Sam Livesey – Poliskommissarien  (stumfilmsversionen)
- Phyllis Monkman – skvallerkärring
- Percy Parsons – skurk